# Бел (Калифорнија)
Бел (енгл. Bell) град је у америчкој савезној држави Калифорнија. По попису становништва из 2010. у њему је живело 35.477 становника.

## Демографија
Према попису становништва из 2010. у граду је живело 35.477 становника, што је 1.187 (3,2%) становника мање него 2000. године.
| Група             | 2000.          | 2010.          |
| Белци             | 2.132 (5,8%)   | 1.728 (4,9%)   |
| Афроамериканци    | 468 (1,3%)     | 337 (0,9%)     |
| Азијати           | 391 (1,1%)     | 259 (0,7%)     |
| Хиспаноамериканци | 33.328 (90,9%) | 33.028 (93,1%) |
| Укупно            | 36.664         | 35.477         |